# Penumbra: Requiem
Penumbra: Requiem é um pacote de expansão para o jogo Penumbra: Black Plague desenvolvido pela Frictional Games. 

## Jogabilidade
Da mesma forma que os jogos anteriores, Penumbra: Requiem é um jogo de aventura baseado em exploração que decorre em uma perspectiva de primeira pessoa e é a terceira e última parte da série principal. No entanto, ao contrário de Black Plague e Overture, o foco é quase que exclusivamente na resolução de quebra-cabeças. Nenhum inimigo é encontrado, o que significa que o jogador só pode ser ferido por riscos presente nos ambientes.

## Desenvolvimento
Com o anúncio de Penumbra: Black Plague, a série (originalmente destinada a ser uma trilogia) foi reduzida a dois episódios devido a problemas não revelados com a editora do título anterior, a Lexicon Entertainment. Após o lançamento de Black Plague, continuaram a haver indícios de que os desenvolvedores ainda pretendiam expandir a série além de um anúncio realizado no Dia da mentira sobre "Penumbra 3: Back With a Vengeance", um jogo que seria apresentado como possuindo a maior violência da série e "um final cheio de sangue e ação!".
Eventualmente, os desenvolvedores decidiram que iriam lançar uma terceira parcela sob a forma de um pacote de expansão com o intuito de amarrar pontas soltas e utilizar alguns dos personagens da série de maneira mais ampla, bem como criar um título mais focado em enigmas para demonstrar os avançados efeitos da física do HPL Engine 1. Penumbra: Requiem foi oficialmente anunciado em 16 de abril de 2008. Durante o desenvolvimento da expansão, um trabalho também foi iniciado tornando-se o Amnesia: The Dark Descent.

## Recepção da crítica
Entre todos os jogos da série Penumbra, Requiem foi o menos popular e recebeu críticas mistas. O jogo pontuou uma avaliação de 67/100 no Metacritic O jogo também foi avaliado com uma pontuação total de 62,57% no Game Rankings baseada em 14 análises. Entretanto, ele conseguiu ganhar a mesma classificação de quatro estrelas que seus antecessores recebidos no The Game Tome Linux. A revista Linux Format avaliou o jogo com 9/10.